# Etisk intuitionism
Etisk intuitionism kallas den metaetiska ståndpunkten att det finns objektiva, icke-naturalistiska värdefakta samt att dessa värdefakta uppfattas och förstås intuitivt.